# Steno Museet
Steno Museet – Danmarks Videnskabshistoriske Museum er et dansk kulturhistorisk museum, der er beliggende i Universitetsparken i Aarhus.
Museet blev indviet 25. marts 1994 og har til huse i gule bygninger i stil med Aarhus Universitet, der er tegnet af C.F. Møller. Steno Museet blev etableret som en sammenlægning af Videnskabshistorisk Museum og Medicinhistorisk Museum, der havde eksisteret siden starten af 1980'erne. Byggeriet blev bl.a. realiseret takket være donationer fra bl.a. Villum Kann Rasmussens Fond og Aarhus Universitets Forskningsfond.
Samlingerne viser udviklingen indenfor lægevidenskab og naturvidenskab fra de tidligste tider til i dag. Det er landets eneste museum, der dokumenterer de matematisk-fysiske fags historie. I tilslutning til museet er indrettet et planetarium.
Indtil 2003 blev museet drevet af en fond, men i dag hører det under Institut for Videnskabsstudier under Det Naturvidenskabelige Fakultet.
Museet er opkaldt efter den danske læge Nicolaus Steno (1638-1686).
Steno Museet administrerer i dag også Væksthusene i Aarhus Botaniske Have samt Ole Rømer Observatoriet.
I forbindelse med museet udgives tidsskriftet StenoMusen som er medlemsbladet for foreningen Steno Museets Venner.
I 2020 blev tidsskriftet digitalt tilgængelig fra tidsskrift.dk.